# تجارتخانه جهانیان
تجارتخانه جهانیان که نخستین‌ تجارتخانه‌ خانواده‌ جهانیان‌ بود را خسرو شاه‌جهان‌ و برادرانش‌ در ۱۲۷۴ خورشیدی در یزد تأسیس‌ و به‌تدریج‌ در تهران‌، اصفهان‌، شیراز، کرمان‌، بندرعباس‌ و رفسنجان‌ شعبی‌ دایر کردند که‌ در بمبئی‌ و لندن‌ نیز نمایندگی‌ داشت‌. تجارتخانه‌ جهانیان‌ از موفق‌ترین‌ تجارتخانه‌های‌ دوران‌ قاجار بود که‌ به‌ واسطه‌ تشکیلات‌ منظم‌ و مناسبات‌ تجاری‌ با کشورهای‌ خارجی‌ چون‌ هند، انگلیس‌، چین‌، سوئد و امریکا، به‌ ویژه‌ در زمینه‌ صادرات‌ پنبه‌، موفقیت‌ شایانی‌ به‌دست‌ آورد  

## خانواده جهانیان
جهانیان‌، خانواده‌ای‌ بزرگ‌ از تاجران‌ زرتشتی‌ در اواخر دوره‌ قاجار و اوایل‌ دوره‌ پهلوی‌ می باشند. نیای‌ این‌ خاندان‌ شاه‌جهان‌ نام‌ داشت‌ و از همین‌رو، فرزندان‌ او، پرویز، خسرو، رستم‌، بهرام‌ و گودرز، نام‌ جهانیان‌ را برای‌ خانواده‌ خود برگزیدند. خود شاه‌جهان‌ وضع‌ مالی‌ مناسبی‌ نداشت‌ اما پسران‌ او با مسافرت‌ به‌ هند و کار برای‌ زرتشتیان‌ آنجا، ثروتی‌ اندوختند و در بازگشت‌ به‌ ایران‌ تجارتخانه‌های‌ مهمی‌ دایر کردند.

## فعالیتهای‌ اقتصادی‌ خانواده جهانیان
خانواده‌ جهانیان‌ غیر از فعالیتهای‌ تجاری‌ به‌ امور صرافی‌ و بانکداری‌ نیز می‌پرداختند، به‌ گونه‌ای‌ که‌ نخستین‌ چک‌ تضمینی‌ غیر دولتی‌ در ایران‌ از سوی‌ این‌ مؤسسه‌ رایج‌ گردید.  از فعالیت‌های این تجارتخانه، قبول سپرده در مقابل بیجک صندوق، جا به جایی پول در داخل کشور، خرید و فروش ارز و حواله‌های خارجی، قبول مالیات‌های دولت به مرکز و تسهیل امور خزانهٔ دولت در مقابل دستمزد بود. ادارات‌ و شعبات‌ تجارتخانه‌ جهانیان‌، همه‌ جا مورد اطمینان‌ مردم‌ بود، به‌طوری‌ که‌ رسید صندوق‌ آنها مانند اسکناس‌ دست‌ به‌ دست‌ می‌گشت‌ و رواج‌ کامل‌ داشت‌.
دیگر فعالیتهای‌ اقتصادی‌ این‌ خانواده‌ عبارت‌ بود از: 
- تأسیس‌ بانک‌ جهانیان‌ در ۱۲۷۹ خورشیدی در شیراز دایر کردن شعبه هایی در تهران‌ و سایر شهرهای‌ جنوبی‌ کشور [۷]
- تأسیس‌ نخستین‌ شرکت‌ گوشت‌
- حفر قنوات‌ و آبادانی‌ زمینهای‌ شهرهای‌ مرکزی‌ ایران‌ از جمله‌ یزد، رفسنجان‌ و کرمان‌؛
- مشارکت‌ در تأسیس‌ نخستین‌ شرکت‌ سهامی‌ تلفن‌ [۸]
- مراودات‌ اقتصادی‌ اعم‌ از جنسی‌، پولی‌ و استقراضی‌ با حکومت‌: از جمله‌ مظفرالدین‌شاه‌ بارها برای‌ سفرهای‌ خارجی‌ و راه‌اندازی‌ امور از آنها پول‌ قرض‌ کرد. [۹]

## رکود فعالیتهای تجاری
به‌ رغم‌ پیشرفت‌ سریع‌ و چشمگیر خانواده‌ جهانیان‌ در امور اقتصادی‌، خیلی‌ زود تجارتخانه‌های‌ آنان‌ دچار ورشکستگی‌ شد. دلایل‌ متعددی‌ برای‌ این‌ رکود عنوان‌ شده‌ که‌ مهم‌ترین‌ آنها بدین‌ شرح‌ است‌: 
- تهدید منافع‌ بیگانگان‌ در ایران‌ به‌ دلیل‌ اطمینان‌ عامه‌ مردم‌ به‌ فعالیتهای‌ بانکی‌ تجارتخانه‌ جهانیان‌ و در نتیجه‌ از رونق‌ افتادن‌ بانکهای‌ روسی‌ و انگلیسی‌ در ایران‌ که‌ منجر به‌ واکنش‌ و زمینه‌سازی‌ آنان‌ برای‌ سقوط‌ این‌ تجارتخانه‌ گردید
- فعالیتهای‌ سیاسی‌ خانواده‌ جهانیان‌ که‌ در جریان‌ جنبش‌ مشروطه‌خواهی‌ به‌ حمایت‌ مالی‌ از آن‌ پرداختند. [۱۰] [۱۱]
- به‌زعم‌ مورخان‌ زردشتی‌، جهانیان‌ در امر حمایت‌ از مشروطه‌خواهی‌ تا آنجا پیش‌ رفتند که‌ تأمین‌ کننده‌ سلاح‌ و مهمات‌ مجاهدان‌ بودند. [۱۲]
- قتل‌ دو تن‌ از مدیران‌ تجارتخانه‌ (پرویز شاه‌جهان‌ مدیر تجارتخانه‌ یزد و فریدون‌ خسرو اهرستانی‌ مدیر تجارتخانه‌ تهران‌) و تبعید خسرو شاه‌جهان‌، مدیرکل‌ تجارتخانه‌ جهانیان‌، به‌ خارج‌ از کشور. [۱۳] [۱۴] [۱۵]

در نتیجه‌ مسائل‌ مذکور، رشته‌ امور از هم‌ گسیخت‌ و بانکهای‌ خارجی‌ با استفاده‌ از فرصت‌ پیش‌ آمده‌ از طریق‌ دادن‌ اعتبار زیاد و قطع‌ ناگهانی‌ آن‌ موجب‌ ورشکستگی‌ کامل‌ تجارتخانه‌ در  ۱۳۳۰ شدند.